# Romagny-sous-Rougemont
Romagny-sous-Rougemont è un comune francese di 219 abitanti situato nel dipartimento del Territorio di Belfort nella regione della Borgogna-Franca Contea.

## Società

### Evoluzione demografica
Abitanti censiti